# Jiří Roupec
Jiří Roupec (přezdívkou Cmunda) (13. ledna 1947, Moravské Budějovice – 27. srpna 2024, Brno) byl český novinář, písničkář a cestovatel.

## Životopis
Jiří Roupec, známý pod přezdívkou Cmunda, se narodil v roce 1947 v Moravských Budějovicích. Mládí prožil ve Znojmě, kde vychodil základní školu i odmaturoval na gymnáziu. Vystudoval Filozofickou fakultu Univerzity Palackého v Olomouci a získal zde i doktorský titul. Začal jako geometr, ale většinu života strávil jako novinář.
Jako pracovník kulturního střediska ve Znojmě dostal na starost metodické vedení tzv. místních zpravodajů. Vedl také okresní studio rozhlasu po drátě a rozhovory pro rozhlasové vysílání přepracovával do novinové podoby; díky této praxi mohl nastoupit do redakce okresních novin Znojemsko. Odsud přešel do zemědělského oddělení brněnské Rovnosti, nejprve jako zpravodaj, poté jako reportér. 
V listopadu 1989 byl zvolen za jejího šéfredaktora a s přestávkou vedl redakci do roku 1997, kdy přešel na pozici šéfreportéra. Kromě Rovnosti spoluzakládal a nějakou dobu vedl sběratelský časopis Interes a pak také uvedl v činnost deník Zlínské noviny. Z Rovnosti odešel v roce 2001 a působil jako novinář na volné noze. Založil a několik let provozoval publicistický pořad Živé noviny – Rojnost, kromě toho spolupracoval s několika tituly, včetně regionálních novin Znojemsko, a posléze i s jejich konkurenčním titulem Znojemský týden. Od září 2017 vydával internetový týdeník e-Rojnost.
Do Znojma se stále vracel, i když bydlel v Brně, kde s manželkou Alenou vychoval dva syny.

## Hudba
Na gymnáziu se setkal se zakládajícími členy znojemské beatové kapely Bezejmenní (Jirka Adam, Aleš Říha, Petr Lobpreis, Jarda Říha, Milan Soukup) a začal hrát na kytaru. Zaujaly jej písničky ve stylu americké country a westernové muziky, na původní melodie psal české texty a hrál. K němu se přidal Jarda Říha (banjo), Rolf Kvapil (kytara) a Jindra Vyhnánek (basa). To byl základ první znojemské country kapely Rafters, později na doporučení shora přejmenované na Voraři. Poprvé se veřejnosti představili na jaře 1972 a pár týdnů nato na Portě dostali diplom za osobité pojetí bluegrassu. Následovalo deset let vystupování na country festivalech, samostatných koncertech a nabídky k rozhlasovému a televiznímu natáčení. Kapela v průběhu té doby měnila nejen obsazení, ale i styl směrem k modernější elektrické country.
Jiří Roupec souběžně organizoval přehlídky znojemských country skupin, klubový pořad Westerníček, zval do Znojma kapely a osobnosti country. Když Voraři přestali společně vystupovat, hrál sám nebo společně se znojemským foukačkářem Maxem Förstem. Později občasně hostoval v programu některé ze znojemských kapel a své písničky zařazoval i do vlastních publicistických pořadů (v letech 2012–2014 to byl Čechr, od r. 2013 vystupoval v kavárně Anna, od r. 2014 pořádá Znojemskou hudební apatyku). Založil Minivydavatelství ROJ, kde vydává na CD nahrávky spjaté se Znojmem a znojemskou country. Od roku 2015 vydával občasník Znojemský countryman.

## Cestování
K cestování Jiřího Roupce inspirovala knížka polského novináře Krzysztofa Baranowského Autostopem po Americe. Nejprve vyjel stopem do Polska, do Krakova, pak do Maďarska, NDR, znovu do Polska. Později, už jako novinář, nevynechal žádnou příležitost zahraniční cesty, byť to bylo s řidiči kamiónů, testování tras autokarů cestovních kanceláří, na zemědělská symposia a také zpravodajské výjezdy do válečných oblastí bývalé Jugoslávie nebo Kuvajtu… a odevšad psal reportáže.
Sotva se hranice otevřely, projel stopem i jinak Evropu, taky Spojené státy, Austrálii, kus Afriky a Jižní Ameriky, podnikl cesty na Špicberky, po stopách zlatokopů na Aljašku… Nejméně jednou do roka se se stanem vydával také po vlastech českých.
Cestování mu poskytovalo nejen náměty pro reportáže, které knižně vydával vlastním nákladem pro přátele, ale stalo součástí způsobu jeho života. Inspirovalo ho k novým cestám, neboť bylo stále co poznávat a objevovat. Rád se pak o své zážitky a poznatky dělil s ostatními.

## Dílo

### Hudební nosiče

#### CD
- Jiří Roupec. Voraři. Supraphon, 1981.
- Voraři 1971–1981. Znojmo: Minivydavatelství ROJ, 2005.
- Cmunda. Znojmo: Minivydavatelství ROJ, 2005.
- Vranovské fláky. Znojmo: Minivydavatelství ROJ, 2011.
- Cmunda & Kmunda. Znojmo: Minivydavatelství ROJ, 2012.
- Vranovské fláky 2. Znojmo: Minivydavatelství ROJ, 2012.
- Vranovské fláky 3. Znojmo: Minivydavatelství ROJ, 2012.
- Připomínám. Znojmo: Minivydavatelství ROJ, 2016.
- Je t’aime. Znojmo: Minivydavatelství ROJ 2016.

#### LP
- Cmunda. Znojmo: Minivydavatelství ROJ, 2018.

### Cestopisy

#### Edice Trail
- Reportáže z batohu. Brno: autorské vydavatelství ROJ, 1993.
- Trail do Colorada. Brno: autorské vydavatelství ROJ, 1994.
- Všude kolem Island. Brno: autorské vydavatelství ROJ, 1995.
- Cestospisky. Brno: autorské vydavatelství ROJ, 1996.
- Země jen zdánlivě vzhůru nohama. Brno: autorské vydavatelství ROJ, 1997.
- Andami nahoru a dolů, přes mrazivé horské průsmyky, tropickým dusnem v údolích vedou staré indiánské stezky. Brno: autorské vydavatelství ROJ, 2000.
- Nebojte se dotknout severu. Brno: autorské vydavatelství ROJ, 2004.
- Dva s jednou puškou a další příběhy. Brno: autorské vydavatelství ROJ, 2007, 2. vydání 2016.
- Posbíráno cestou. Brno: autorské vydavatelství ROJ, 2008.
- Ve stopách zlatokopů. Aljaška. Trochu jiná Amerika. Brno: autorské vydavatelství ROJ, 2009.
- Křížem krážem. Brno: autorské vydavatelství ROJ, 2010.
- Na západ od La Manche. Brno: autorské vydavatelství ROJ, 2012.
- Cestou do Timbuktu. Brno: autorské vydavatelství ROJ, 2012.
- Svět je úžasný. Brno: autorské vydavatelství ROJ, 2013.
- IA ORA NA TAHITI. Brno: autorské vydavatelství ROJ, 2016.
- Japonsko, země jako z jiné planety. Brno: autorské vydavatelství ROJ, 2018.
- Odysseáda. Brno: autorské vydavatelství ROJ, 2020.
- Ráj vytvořený peklem. Brno: autorské vydavatelství ROJ, 2022.
- Zemí zaslíbenou. Brno: autorské vydavatelství ROJ, 2022.
- Deník indického týdne. Brno: autorské vydavatelství ROJ, 2023.
- Paběrky z cest. Brno: autorské vydavatelství ROJ, 2024.

### Ostatní publikace

#### Edice Jen tak
- Kouzelný puk Matěje Buckny. Brno: autorské vydavatelství ROJ, 1998.
- Podyjská odysea. Brno: autorské vydavatelství ROJ, 2002.
- Z podyjského putování od hradu k hradu. Brno: autorské vydavatelství ROJ, 2005.
- Hovory se Znojmem. Brno: autorské vydavatelství ROJ, 2007.
- Cmunda. Brno: autorské vydavatelství ROJ, 2009.
- Vzpomínky plné muziky I–IV. Brno: autorské vydavatelství ROJ, 2009, 2010.
- Parlament od Zvonu. Půl stovky diskusních příběhů nejen o věcech všedních. Brno: autorské vydavatelství ROJ, 2011.
- Malé country případy kapitána Šedy. Brno: autorské vydavatelství ROJ, 2016.
- Když se o country zajímala StB. Brno: autorské vydavatelství ROJ, 2016.
- Příběhy písniček. Brno: autorské vydavatelství ROJ, 2017.
- Příběhy písniček 2. Brno: autorské vydavatelství ROJ, 2017.
- Další country případy kapitána Šedy. Brno: autorské vydavatelství ROJ, 2018.

#### Edice Jen tak – retro
- Expedice Blue Jeans. Brno: autorské vydavatelství ROJ, 2022.
- Vranovská idyla. Brno: autorské vydavatelství ROJ, 2022.
- Nezapomenutelní Bezejmenní. Brno: autorské vydavatelství ROJ, 2023.
- Pozapomenutý autostop. Brno: autorské vydavatelství ROJ, 2023.
- Corso. Střípky od ponku. Brno: autorské vydavatelství ROJ, 2023.
- Domeček, to je kus znojemské historie. Brno: autorské vydavatelství ROJ, 2023.
- Liďák. Nahlédnutí do historie znojemského Lidového domu. Brno: autorské vydavatelství ROJ, 2024.
- Legenda Jeep. Brno: autorské vydavatelství ROJ, 2024.
- Mise Spelter. Odbojová skupina Lenka-Jih. Brno: autorské vydavatelství ROJ, 2024.

#### Edice Egon
- Kuk do redakce. Brno: autorské vydavatelství ROJ, 1995.
- Ve druhém století Rovnosti. Brno: autorské vydavatelství ROJ, 2001.

#### Edice Interes
- Okouzlující vůně čaje: magazín o sběratelství, ale nejen pro sběratele. Brno: Rovnost, 1993. 40 s. ISBN 80-901354-7-1.
- Od revoluce po rozvod a něco navíc v karikaturách Lubomíra Vaňka. 1. vyd. Brno: Rovnost, 1994. 112 s. ISBN 80-85826-08-9. Úvod a texty k obrázkům Lubomíra Vaňka.
- Kouzla s kuřaty (na pekáči). Brno: autorské vydavatelství ROJ, 1996. Spoluautor Jaroslav Vašák.